# 劉世芳 (崇禎進士)
劉世芳（？—？），號光斗，陕西延安府肤施县人，明末清初官员。
註： 膚施縣一九三六年改稱延安縣，今已改為延安市寶塔區

## 生平
崇祯十二年（1639年）己卯科陕西乡试舉人，十三年（1640年）庚辰科進士，都察院观政，授翰林院检讨。明亡降顺，授弘文馆编修。后被南明弘光政权列为一等应磔者。

## 引用
1. ↑  《崇禎十三年庚辰科進士三代履歷》：劉世芳，曾祖经；祖應魁，儒官；父士達，廪生。光斗，礼记房，丙辰年八月十二日生，肤施县人，己卯六十九名，会试二百二名，三甲一百七十四名。都察院观政。
2. ↑  《明史》列传第一百六十三·解学龙：（崇祯）十七年五月，福王立于南京，召拜兵部左侍郎。十月擢刑部尚书。时方治从贼之狱，仿唐制六等定罪。学龙议定，以十二月上之：其一等应磔者：吏部员外郎宋企郊，举人牛金星，平阳知府张嶙然，太仆少卿曹钦程，御史李振声、喻上猷，山西提学参议黎志升，陕西左布政使陆之祺，兵科给事中高翔汉，潼关道佥事杨王休，翰林院检讨刘世芳十一人也。